# Ōsaki (Kagoshima)
Ōsaki (大崎町?) è una cittadina giapponese della prefettura di Kagoshima.